# Ксенобласти
Ксенобла́сти (рос. ксенобласты, англ. xenoblasts) [ξένος (ксенос) - чужий, сторонній βλαστός (блястос) - зародок, росток] — мінерали метаморфічних порід, які не мають власних кристалографічних обрисів. Ксенобласти мають неправильні округлі, порізані, зубчасті обриси і отримують свою форму від межуючих кристалів.
Ксенобласти за певних обставин досягають значної величини. Наприклад, «заміщення» одного з компонентів мірмекітового зрощення хімічно близьким мінералом може привести до єдиної орієнтованості цього мінералу на значній відстані.